# Lisca Bianca
Lisca Bianca è un isolotto italiano appartenente all'arcipelago delle isole Eolie, in Sicilia.
È posta circa 3 km ad est di Panarea.

## Caratteristiche geologiche
L'isola, insieme ai numerosi scogli vicini (Dattilo, Bottaro, Lisca Nera e altri), è ciò che resta di antiche bocche vulcaniche appartenenti all'apparato di Panarea, formatesi circa 130.000 anni fa. Con ogni probabilità in passato tali scogli erano uniti fra loro a formare un'isola più grande (forse collegata alla stessa Panarea), ma in seguito l'erosione degli agenti atmosferici e fenomeni di bradisismo portarono alla sua separazione in più terre emerse, processo completatosi circa 10.000 anni fa.
Lisca Bianca è costituita di materiali vulcanici come la riolite e deve il suo caratteristico colore bianco ad alterazioni chimiche causate da fumarole acide ormai estinte. In passato l'isola venne anche utilizzata come cava di allume.

## Flora e fauna
Lisca Bianca ospita una pianta esistente solo su questo isolotto e di conseguenza a forte rischio estinzione, l'Anthemis aeolica, volgarmente chiamata Camomilla delle Eolie. Altre piante presenti sono l’Atriplex portulacoides e la Suaeda vera, che formano estesi tappeti di colore grigio-verde, nonché il  garofano delle rupi.
Tra gli animali più comuni si annoverano una sottospecie di lucertola campestre presente solo su quest'isola e per questo denominata Podarcis sicula liscabiancae, il geco comune e il geco verrucoso. Sull'isola nidifica il gabbiano reale mediterraneo. Sono inoltre presenti la formica mietitrice e l'oziorrinco.
Nel 1991 Lisca Bianca, insieme agli altri isolotti minori di Panarea, è stata dichiarata Riserva naturale integrale, con divieto di sbarco se non per scopi scientifici.

## Il relitto di Lisca Bianca

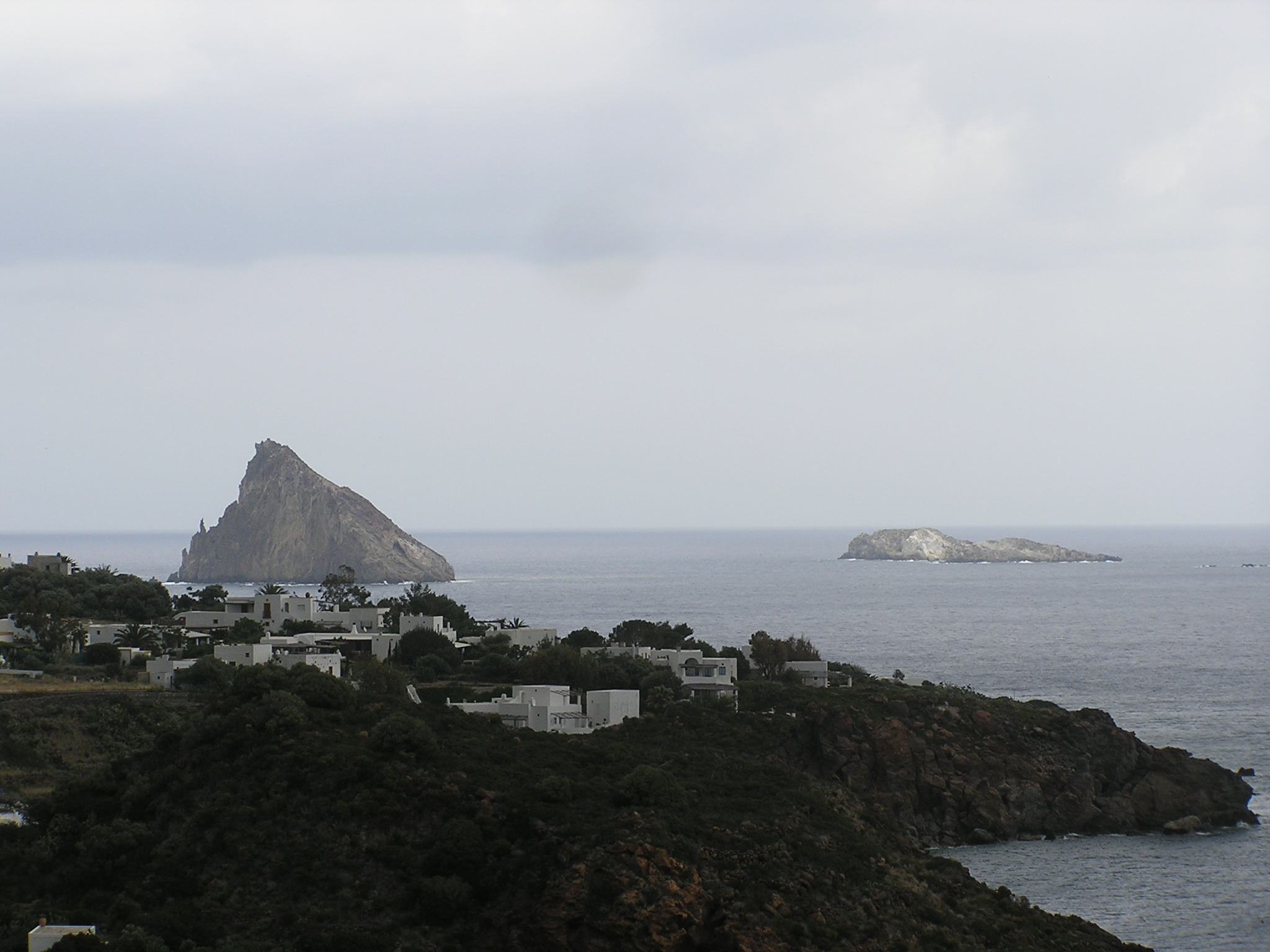
Veduta di Panarea. Sullo sfondo, a sinistra Dattilo, a destra Lisca Bianca.

Nei pressi dell'isola, adagiato sul fondale ad una profondità tra i 25 ed i 40 metri, vi è il relitto di un cargo inglese chiamato Llanishen, affondato nel 1885, i cui tronconi di prua e di poppa sono ancora ben conservati. Si tratta dell'unico relitto di nave nelle Isole Eolie la cui visita, con le dovute precauzioni, non sia vietata.

## L'avventura
Lisca Bianca ha un'importanza non secondaria nel film di Michelangelo Antonioni L'avventura (1960), in cui il personaggio di Anna (interpretato da Lea Massari) scompare misteriosamente proprio durante una sosta in barca presso quest'isola.

## Bibliografia

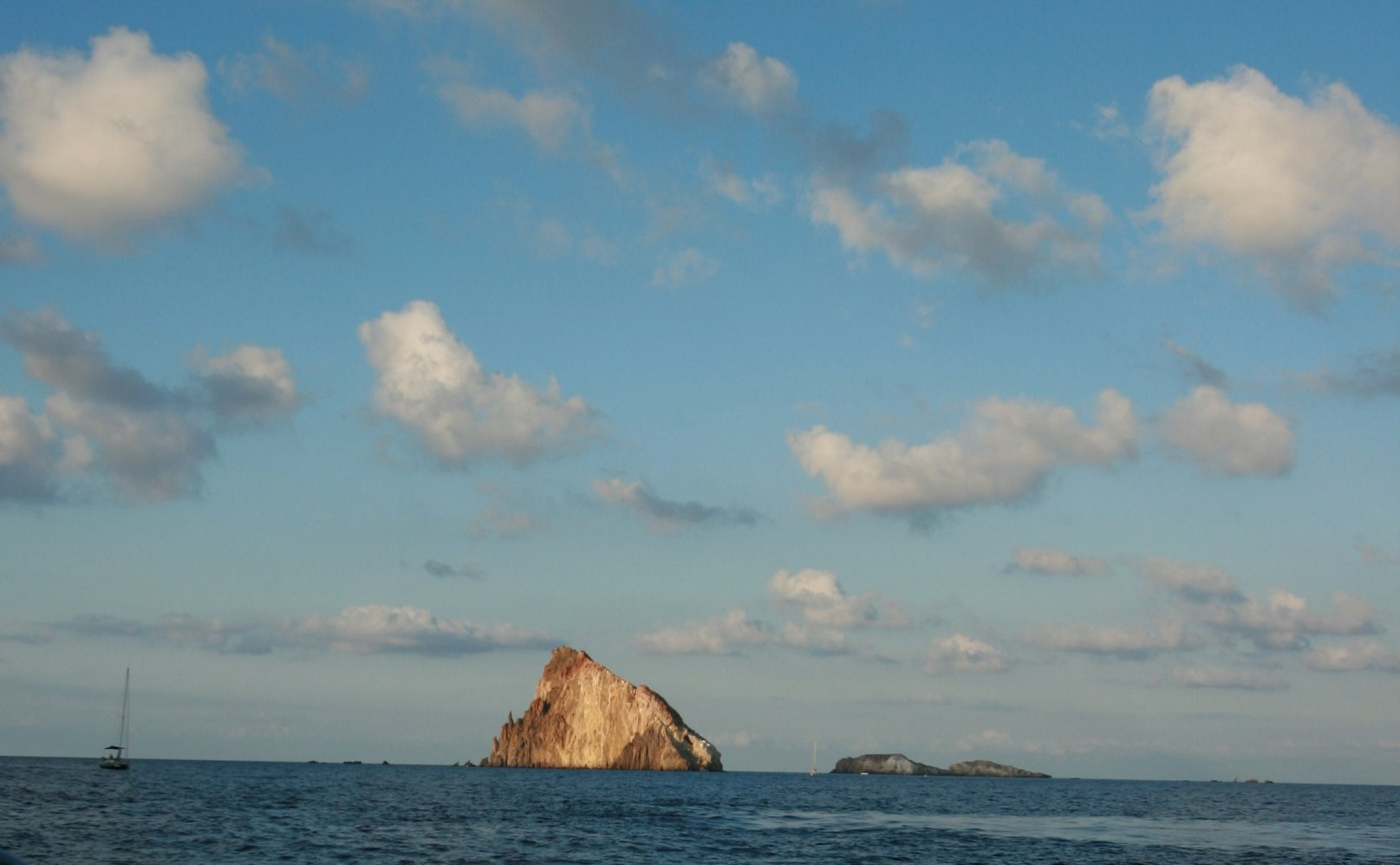
Dattilo (a sinistra) e Lisca Bianca (a destra)